# Meniscium kennedyi
Meniscium kennedyi là một loài dương xỉ trong họ Thelypteridaceae. Loài này được F.Muell. mô tả khoa học đầu tiên năm 1864.
Danh pháp khoa học của loài này chưa được làm sáng tỏ. 